# Claudia Nicoleitzik

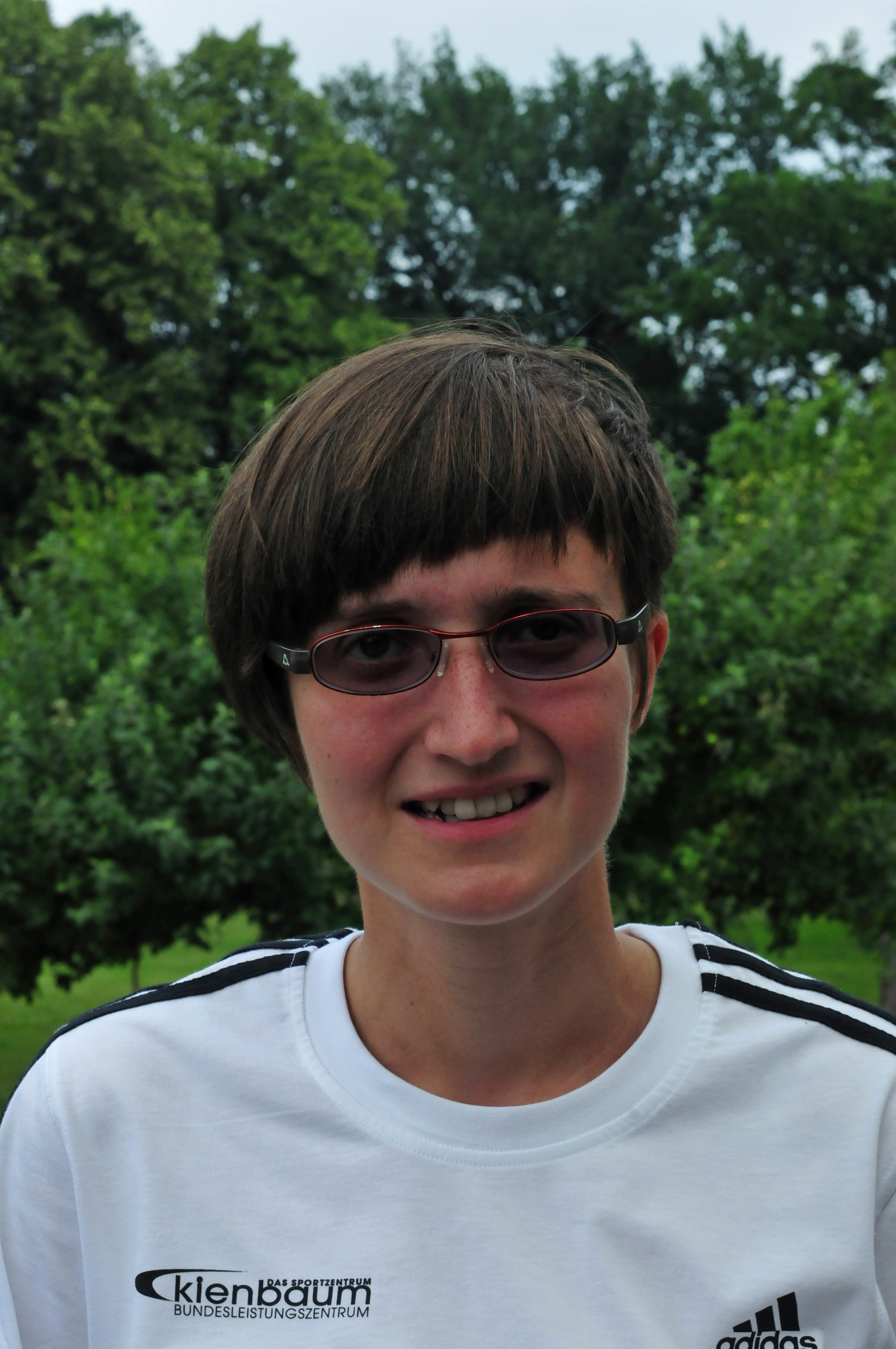
Claudia Nicoleitzik bei der Paralympics-Einkleidung in Kienbaum 2012

Claudia Nicoleitzik (* 8. Dezember 1989 in Saarlouis) ist eine deutsche Leichtathletin.

## Sportliche Karriere
Bei den Weltmeisterschaften 2006 gewann Claudia Nicoleitzik die Silbermedaillen in den Laufdisziplinen über 100 und 200 Meter. Bei den Sommer-Paralympics 2008 gewann sie ebenfalls die Silbermedaillen, wieder in den Laufdisziplinen über 100 und 200 Meter. Im Jahr 2011 gewann sie bei den Weltmeisterschaften die Bronzemedaille über 200 Meter. Auch an den Sommer-Paralympics 2012 nahm sie teil und gewann die Bronzemedaille über 100 und 200 Meter. 2016 in Rio de Janeiro erreichte sie über 100 Meter nach der Argentinierin Yanina Martinez den zweiten Platz und gewann Silber.
Dafür erhielt sie am 1. November 2016 das Silberne Lorbeerblatt.
Sie hat Ataxie (das ist ein Oberbegriff für verschiedene Störungen der Bewegungskoordination). Sie trainiert im Verein TV Püttlingen, ihre Trainerin ist Evi Raubuch. Ihre Startklasse ist T36.